# Through the Looking Glass (Album)
Through the Looking Glass ist ein Coveralbum und zugleich das elfte Studioalbum der US-amerikanischen Rockband Toto, das im Oktober 2002 erschien.

## Entstehung und Veröffentlichung
Die Erstveröffentlichung von Through the Looking Glass erfolgte am 21. Oktober 2002 bei CMC Records. Das Album erschien in seiner Originalausführung als CD mit elf Coverversionen. Für die Produktion aller Lieder zeichneten gemeinsam die Toto-Mitglieder verantwortlich.
Die Band nahm das Album nach Angaben des Gitarristen Steve Lukather als „Hommage an jene Künstler, die uns beeinflusst haben“ auf. Als Single wurde Could You Be Loved vorab ausgekoppelt.

## Titelliste
1. Could You Be Loved? (Bob Marley; Originalversion aufgenommen 1980 von Bob Marley & The Wailers)
2. Bodhisattva (Walter Becker, Donald Fagen; Originalversion aufgenommen 1973 von Steely Dan)
3. While My Guitar Gently Weeps (George Harrison; Originalversion aufgenommen 1968 von The Beatles)
4. I Can’t get Next to You (Barrett Strong, Norman Whitfield; Originalversion aufgenommen 1969 von The Temptations)
5. Living for the City (Stevie Wonder; Originalversion aufgenommen 1973 von Stevie Wonder)
6. Maiden Voyage/Butterfly (Herbie Hancock; Originalversion aufgenommen 1965 (Maiden Voyage) bzw. 1974 (Butterfly) von Herbie Hancock)
7. Burn Down the Mission (Elton John, Bernie Taupin; Originalversion aufgenommen 1970 von Elton John)
8. Sunshine of Your Love (Jack Bruce, Pete Brown, Eric Clapton; Originalversion aufgenommen 1967 von Cream)
9. House of the Rising Sun (Traditional; Originalversion aufgenommen 1964 von The Animals)
10. Watching the Detectives (Elvis Costello; Originalversion aufgenommen 1977 von Elvis Costello)
11. It Takes a lot to Laugh, it Takes a Train to Cry (Bob Dylan; Originalversion aufgenommen 1965 von Bob Dylan)

## Rezensionen
Musikexpress schrieb, neben einem einzigen „echten Ausfall“ (House of the Rising Sun) böte das Album „durchweg sehr fein recycelte und obendrein superb produzierte Songware, die mal mehr, mal weniger eng mit der betagten Vorlage“ schäkere, aber „stets durch ideenreiche Arrangements zu punkten“ vermöge. Bei der Neuaufnahme von Bob Marleys Klassiker Could You Be Loved handele es sich um ein „Killer-Remake“, es groove das Original glatt über den Haufen, die „bluesrockige Version“ von Al Greens I Can't Get Next to You profitiere „massiv von David Paichs Orgel und den fortwährenden Bläser-Breitseiten, während aus Bodhisattva von Steely Dan ein ungestümer Rocker“ werde, „veredelt von Steve Lukathers exquisiter Gitarrenarbeit, die selbst George Harrisons While My Guitar Gently Weeps zu herber, erdiger Schönheit“ führe, und das gesamte Album präge. Totos überaus cleverer Sieben-Viertel-acht-Viertel-Mix lasse Creams Sunshine of Your Love aus dem Jahr 1967 „doch ziemlich alt aussehen.“

## Chartplatzierungen
Through the Looking Glass avancierte zum Chartalbum in diversen Ländern und erreichte unter anderem Platz 22 der deutschen Albumcharts.
| ChartsChartplatzierungen | Höchstplatzierung | Wochen |
| ------------------------ | ----------------- | ------ |
| Deutschland (GfK)        | 22 (3 Wo.)        | 3      |
| Österreich (Ö3)          | 51 (2 Wo.)        | 2      |
| Schweiz (IFPI)           | 14 (5 Wo.)        | 5      |